# تیرول ۶۴۳۹
سیارک ۶۴۳۹ (به انگلیسی: 6439 Tirol، نامگذاری:1988CV) شش هزار و چهارصد و سی و نهمین سیارک کشف شده‌است که در ۱۳ فوریه ۱۹۸۸ کشف شد.
قدر مطلق سیارک برابر ۱۲٫۵۰ است.